# Грюненфельдер, Анди
Анди Грюненфельдер (нем. Andi Grünenfelder; род. 17 сентября 1960 года, Санкт-Галлен) — швейцарский лыжник, призёр Олимпийских игр и этапов Кубка мира. Сын известного горнолыжника Георга Грюненфельдера.
В Кубке мира дебютировал в 1982 году, в марте 1984 года впервые попал в тройку лучших на этапе Кубка мира. Всего имеет на своём счету 2 попадания в тройку лучших на этапах Кубка мира. Лучшим достижением Грюненфельдера в общем итоговом зачёте Кубка мира является 7-е место в сезоне 1983/84.
На Олимпиаде-1984 в Сараеве стал 11-м в гонке на 15 км классикой, 19-м в гонке на 30 км коньком, 5-м в эстафете и 6-м в гонке на 50 км классикой.
На Олимпиаде-1988 в Калгари завоевал бронзу в гонке на 50 км коньком, кроме того принимал участие ещё в трёх гонках: 30 км классикой — не финишировал, 15 км классикой — 35-е место, эстафета — 4-е место.
За свою карьеру принимал участие в четырёх чемпионатах мира, лучший результат 4-е место в гонке на 50 км коньком на чемпионате мира-1987 в Оберстдорфе.